# Sander (peixe)
Sander (anteriormente conhecido como Stizostedion) é um gênero de peixes da família Percidae, que também inclui percas, rufos e os dardos. Eles também são conhecidos como "lúcios" devido à sua semelhança com peixes da família Esocidae. Eles são o único gênero na tribo monotípica Luciopercini.
Os primeiros fósseis conhecidos deste gênero são elementos parciais de mandíbula e vértebras da Formação Wood Mountain, de Saskatchewan, Canadá, do Mioceno médio.

## Espécies
O gênero inclui as espécies: 
- Sander canadensis Griffith & Smith, 1834 (sauger)
- Sander lucioperca Linnaeus, 1758 (zander)
- Sander marinus G. Cuvier, 1828 (perca estuarina)
- Sander vitreus Mitchill, 1818 (walleye)
- Sander volgensis JF Gmelin, 1789 (lúcio do Volga)

## Filogenia
As relações filogenéticas das espécies do gênero Sander foi baseada no conjunto de dados concatenados de seis regiões genéticas e uma análise bayesiana. Romanichthys valsanicola é o parente vivo mais próximo do gênero Sander e é usado como grupo externo para enraizar a árvore.
|  | Sander canadensis |
|  |                   |
|  | Sander vitreus    |
|  |                   |

|  | Sander volgensis                                                     |
|  |                                                                      |
|  | \| \| Sander lucioperca \| \| \| \| \| \| Sander marinus \| \| \| \| |
|  |                                                                      |
|  | Sander lucioperca                                                    |
|  |                                                                      |
|  | Sander marinus                                                       |
|  |                                                                      |

|  | Sander lucioperca |
|  |                   |
|  | Sander marinus    |
|  |                   |

|  | Sander canadensis |
|  |                   |
|  | Sander vitreus    |
|  |                   |

|  | Sander volgensis                                                     |
|  |                                                                      |
|  | \| \| Sander lucioperca \| \| \| \| \| \| Sander marinus \| \| \| \| |
|  |                                                                      |
|  | Sander lucioperca                                                    |
|  |                                                                      |
|  | Sander marinus                                                       |
|  |                                                                      |

|  | Sander lucioperca |
|  |                   |
|  | Sander marinus    |
|  |                   |

|  | Sander canadensis |
|  |                   |
|  | Sander vitreus    |
|  |                   |

|  | Sander volgensis                                                     |
|  |                                                                      |
|  | \| \| Sander lucioperca \| \| \| \| \| \| Sander marinus \| \| \| \| |
|  |                                                                      |
|  | Sander lucioperca                                                    |
|  |                                                                      |
|  | Sander marinus                                                       |
|  |                                                                      |

|  | Sander lucioperca |
|  |                   |
|  | Sander marinus    |
|  |                   |

|  | Sander canadensis |
|  |                   |
|  | Sander vitreus    |
|  |                   |

|  | Sander volgensis                                                     |
|  |                                                                      |
|  | \| \| Sander lucioperca \| \| \| \| \| \| Sander marinus \| \| \| \| |
|  |                                                                      |
|  | Sander lucioperca                                                    |
|  |                                                                      |
|  | Sander marinus                                                       |
|  |                                                                      |

|  | Sander lucioperca |
|  |                   |
|  | Sander marinus    |
|  |                   |